# Сан-Гавино-д’Ампуньяни
Сан-Гавино-д’Ампуньяни (фр. San-Gavino-d'Ampugnani, корс. San Gavinu d'Ampugnani) — коммуна во Франции, находится в регионе Корсика. Департамент коммуны — Верхняя Корсика. Входит в состав кантона Казинка-Фумальто. Округ коммуны — Бастия.
Код INSEE коммуны — 2B299.

## Население
Население коммуны на 2008 год составляло 91 человек.
| 1962 | 1968 | 1975 | 1982 | 1990 | 1999 | 2008 |
| ---- | ---- | ---- | ---- | ---- | ---- | ---- |
| 71   | 104  | 94   | 111  | 56   | 79   | 91   |

## Экономика
В 2007 году среди 56 человек в трудоспособном возрасте (15—64 лет) 37 были экономически активными, 19 — неактивными (показатель активности — 66,1 %, в 1999 году было 68,4 %). Из 37 активных работали 35 человек (18 мужчин и 17 женщин), безработных было 2 (1 мужчина и 1 женщина). Среди 19 неактивных 1 человек был учеником или студентом, 13 — пенсионерами, 5 были неактивными по другим причинам.